# Rolf Borrmann
Rolf Borrmann (* 23. Juli 1928 in Magdeburg; † 19. Dezember 2007 in Berlin) war ein deutscher Pädagoge, Sexualaufklärer und Sportfunktionär.
Borrmann war ursprünglich Berufsschullehrer und -direktor. Er spezialisierte sich auf das Gebiet der Sexualaufklärung, insbesondere durch Eltern und Lehrer. 1961 wurde er an der Humboldt-Universität zu Berlin mit einer Dissertation über Die sexuelle Belehrung der Kinder und Jugendlichen unter besonderer Berücksichtigung der Teilnahme des Lehrers der allgemeinbildenden polytechnischen Oberschule in der Deutschen Demokratischen Republik promoviert und hatte ab 1965 an der Friedrich-Schiller-Universität Jena den Lehrstuhl für Systematische Pädagogik inne.
Ab 1970 war Borrmann an der neugegründeten Akademie der Pädagogischen Wissenschaften der DDR in Berlin tätig. Im gleichen Jahr wurde er Präsident des Deutschen Fechtverbandes der DDR (DFV), was er bis zum Beitritt des DFV zum Deutschen Fechter-Bund 1990 blieb.
Einem breiten jugendlichen Publikum war Rolf Borrmann durch seine Kolumne Professor Borrmann antwortet in der monatlich erscheinenden DDR-Jugendzeitschrift neues leben bekannt, in der er Leserfragen zu Liebe und Sexualität beantwortete, vergleichbar mit „Dr. Sommer“ in der Bundesrepublik Deutschland oder Jutta Resch-Treuwerth in der Zeitung Junge Welt.

## Publikationen
- Die Beziehungen der Jugendlichen zum anderen Geschlecht und ihre pädagogische Beeinflussung, 1965
- Jugend und Liebe, Leipzig: Urania, 1966
- Eltern als Sexualerzieher, Berlin: Volk und Wissen, 1974